# The Conners
The Conners (Los Conner en España) es una serie de televisión estadounidense creada para ABC; es una derivación de Roseanne. Sigue a los Conners, una familia de clase obrera que lucha por sobrevivir con un ingreso familiar limitado y que, tras un repentino giro de los acontecimientos, se ven obligados a enfrentarse a las luchas cotidianas de la vida en su hogar, en un lugar ficticio de las afueras de Lanford, Illinois, de una manera que nunca antes lo habían hecho. La serie es producida por Werner Entertainment, con Bruce Helford como showrunner.
Las estrellas de la serie son John Goodman, Laurie Metcalf, Sara Gilbert, Lecy Goranson, Michael Fishman, Emma Kenney, Ames McNamara, Jayden Rey, y Maya Lynne Robinson, todas ellas excepto Robinson, que retoman sus papeles de Roseanne. El desarrollo de una escisión comenzó tras la cancelación de Roseanne en mayo de 2018, debido a las observaciones hechas por Roseanne Barr en Twitter. Al mes siguiente, ABC ordenó la serie y confirmó la participación del elenco principal adulto, mientras que Kenney, McNamara y Rey fueron confirmados en agosto. La serie se estrenó el 16 de octubre de 2018.
En mayo de 2024, la serie fue renovada para una séptima y última temporada, que se estrenó el 26 de marzo de 2025. La serie finalizó el 23 de abril de 2025.

## Reparto
- John Goodman como Dan Conner[3]
- Laurie Metcalf como Jackie Harris[3]
- Sara Gilbert como Darlene Conner[3]
- Lecy Goranson como Becky Conner-Healy[3]
- Michael Fishman como David Jacob "D.J." Conner (temporadas 1–4)[3]
- Emma Kenney como Harris Conner-Healy[4]
- Ames McNamara como Mark Conner-Healy[4]
- Jayden Rey como Mary Conner[4]
- Maya Lynne Robinson como Geena Williams-Conner (temporada 1; invitada temporada 3)[5]
- Jay R. Ferguson como Ben Olinsky (temporada 3–presente; recurrente temporadas 1–2)

## Episodios
| Temporada | Temporada | Episodios | Episodios | Emisión original         | Emisión original    |
| Temporada | Temporada | Episodios | Episodios | Primera emisión          | Última emisión      |
| --------- | --------- | --------- | --------- | ------------------------ | ------------------- |
|           | 1         | 11        | 11        | 16 de octubre de 2018    | 22 de enero de 2019 |
|           | 2         | 20        | 20        | 24 de septiembre de 2019 | 5 de mayo de 2020   |
|           | 3         | 20        | 20        | 21 de octubre de 2020    | 19 de mayo de 2021  |
|           | 4         | 20        | 20        | 22 de septiembre de 2021 | 18 de mayo de 2022  |
|           | 5         | 22        | 22        | 21 de septiembre de 2022 | 3 de mayo de 2023   |
|           | 6         | 13        | 13        | 7 de febrero de 2024     | 22 de mayo de 2024  |
|           | 7         | 6         | 6         | 26 de marzo de 2025      | 23 de abril de 2025 |

## Producción

### Desarrollo
El 29 de mayo de 2018, ABC canceló Roseanne, tras los comentarios hechos por Roseanne Barr, quien protagonizó como Roseanne Conner, en Twitter sobre Valerie Jarrett, una exasesora de Barack Obama. En junio, hubo informes de que el programa podría ser continuado como un spin-off centrado en el personaje de Darlene de Sara Gilbert. Alrededor del 15 de junio de 2018, surgieron informes de que ABC estaba a punto de llegar a un acuerdo para continuar el programa como un programa centrado en Darlene. Barr no está involucrada de ninguna manera en el nuevo programa. Barr probablemente recibió un pago único a cambio y su escándalo racista será tratado en el programa. John Goodman ha declarado que Roseanne Conner será asesinada.
El 21 de junio de 2018, se anunció que ABC había ordenado oficialmente un spin-off de 10 episodios titulado tentativamente The Conners, y que involucraría a todos los miembros del elenco excepto a Barr. El 28 de agosto de 2018, Emma Kenney, Ames McNamara, y Jayden Rey, que actuaron como Harris Conner-Healy, Mark Conner-Healy, y Mary Conner respectivamente, a lo largo de la décima temporada de Roseanne, fueron confirmados oficialmente como asiduos de la serie de The Conners. El 22 de marzo de 2019, ABC renovó la serie para una segunda temporada. El 21 de mayo de 2020, ABC renovó la serie para una tercera temporada, que se estrenó el 21 de octubre de 2020. El 18 de marzo de 2021, el ingeniero de sonido y microfonista de la serie, Terrel Richmond, falleció tras sufrir un episodio médico durante producción. El 14 de mayo de 2022, ABC renovó la serie para una cuarta temporada, que se estrenó el 22 de septiembre de 2021.
El 13 de mayo de 2022, ABC renovó la serie para una quinta temporada. El 30 de agosto de 2022, Michael Fishman confirmó que su personaje D.J. Conner dejaría la serie en la quinta temporada. La quinta temporada se estrenó el 21 de septiembre de 2022. El 16 de mayo de 2023, ABC renovó la serie para una sexta temporada. La sexta temporada se estrenó el 7 de febrero de 2024. El 10 de mayo de 2024, ABC renovó la serie para una séptima y última temporada de 6 episodios. La séptima temporada se estrenó el 26 de marzo de 2025.

### Filmación
La producción de la serie comenzó el 31 de agosto de 2018, en el Warner Bros. Studios en Burbank, California.

## Lanzamiento
La serie se estrenó el 16 de octubre de 2018 en ABC, Estados Unidos, y en CTV en Canadá. En España, se estrenó el 28 de octubre de 2018, en Neox.

## Recepción

### Audiencias
| Temporada | Horario (ET)                                                      | Episodios | Primera emisión          | Primera emisión      | Última emisión      | Última emisión       | Ranking | Prom. de espectadores (millones) |
| Temporada | Horario (ET)                                                      | Episodios | Fecha                    | Audiencia (millones) | Fecha               | Audiencia (millones) | Ranking | Prom. de espectadores (millones) |
| --------- | ----------------------------------------------------------------- | --------- | ------------------------ | -------------------- | ------------------- | -------------------- | ------- | -------------------------------- |
| 1         | martes 8:00 p. m.                                                 | 11        | 16 de octubre de 2018    | 10.56                | 22 de enero de 2019 | 7.74                 | 31      | 9.53                             |
| 2         | martes 8:00 p. m.                                                 | 20        | 24 de septiembre de 2019 | 5.77                 | 5 de mayo de 2020   | 6.05                 | 37      | 7.73                             |
| 3         | miércoles 9:00 p. m.                                              | 20        | 21 de octubre de 2020    | 4.90                 | 19 de mayo de 2021  | 3.38                 | 48      | 5.64                             |
| 4         | miércoles 9:00 p. m.                                              | 20        | 22 de septiembre de 2021 | 3.51                 | 18 de mayo de 2022  | 2.92                 | 51      | 4.76                             |
| 5         | miércoles 8:00 p. m.                                              | 22        | 21 de septiembre de 2022 | 3.73                 | 3 de mayo de 2023   | 3.65                 | 46      | 4.96                             |
| 6         | miércoles 8:00 p. m. (eps. 1-9) miércoles 9:30 p. m. (eps. 10-13) | 13        | 7 de febrero de 2024     | 3.59                 | 22 de mayo de 2024  | 2.15                 | 52      | 4.11                             |
| 7         | miércoles 8:00 p. m.                                              | 6         | 26 de marzo de 2025      | 3.24                 | 23 de abril de 2025 | 3.14                 | —       | —                                |